# Fiães (Trancoso)
Fiães es una freguesia portuguesa del concelho de Trancoso, con 10,03 km² de superficie y 263 habitantes (2001). Su densidad de población es de 26,2 hab/km².